# Okrug Colfax, Novi Meksiko
| Colfax                                                     |                              |
| Zemljovid Novog Meksika s označenim okrugom Colfaxom.      |                              |
| Zemljovid SAD s označenom saveznom državom Novim Meksikom. |                              |
| Osnovan:                                                   | 25. siječnja 1869.           |
| Sjedište:                                                  | Raton                        |
| Najveće naselje:                                           | Raton                        |
| Površina:                                                  | 9.759 km2                    |
| Br. stanovnika (2010.):                                    | 13.750                       |
| Kongresni okrug:                                           | 3.                           |
| Vremenska zona:                                            | Stjenjačko vrijeme: UTC-7/-6 |
| Službene stranice:                                         | http://www.co.colfax.nm.us/  |

Colfax je okrug u američkoj saveznoj državi Novom Meksiku.

## Stanovništvo
Prema popisu stanovništva 2010., stanovnici su 83,8% bijelci, 0,5% "crnci ili afroamerikanci", 1,5% "američki Indijanci i aljaskanski domorodci", 0,4% Azijci, 0,1% Havajci ili tihooceanski otočani, 3,6% dviju ili više rasa, 10,1% ostalih rasa. Hispanoamerikanaca i Latinoamerikanaca svih rasa bilo je 47,2%.

## Vanjske poveznice
- Postal History Poštanski uredi u okrugu Colfaxu, Novi Meksiko